# I liga polska w rugby (1972/1973)
I liga polska w rugby (1972/1973) – siedemnasty sezon najwyższej klasy ligowych rozgrywek klubowych rugby union w Polsce. Tytuł mistrza Polski obroniła drużyna AZS AWF Warszawa, drugie miejsce zdobyła Lechia Gdańsk, a trzecie Polonia Poznań.

## Uczestnicy rozgrywek
W rozgrywkach I ligi uczestniczyły w tym sezonie cztery najlepsze drużyny poprzedniego sezonu: AZS AWF Warszawa, Lechia Gdańsk, Skra Warszawa i Polonia Poznań oraz dwie drużyny, które awansowały ze słabszej grupy: Bałtyk Gdynia i Budowlani Łódź.

## Przebieg rozgrywek
Od tego sezonu utworzone w poprzednim grupy silniejsza i słabsza zostały przemianowane odpowiednio na I i II ligę. Rozgrywki toczyły się w systemie jesień–wiosna, każdy z każdym, dwukrotnie mecz i rewanż. Dwie najsłabsze drużyny miały w kolejnym sezonie spaść do II ligi.
Wyniki spotkań:
|                  | AZS AWF Warszawa | AZS AWF Warszawa | Lechia Gdańsk | Lechia Gdańsk | Skra Warszawa | Skra Warszawa | Polonia Poznań | Polonia Poznań | Budowlani Łódź | Budowlani Łódź | Bałtyk Gdynia | Bałtyk Gdynia |
| AZS AWF Warszawa | –                | –                | 14:9          | 0:16          | 16:3          | 19:9          | 10:4           | 22:3/20:3      | 40:7           | 80:10          | 104:0         | 78:7          |
| Lechia Gdańsk    | 7:16             | 7:12             | –             | –             | 8:3           | 31:6          | 22:21          | 16:3           | 46:9           | 23:7           | 72:3          | 33:4          |
| Skra Warszawa    | 7:30             | 20:20            | 4:22          | 20:10         | –             | –             | 9:13           | 10:9           | 22:39          | 16:0           | 87:0          | 32:13         |
| Polonia Poznań   | 9:7              | 4:10             | 23:12         | 16:16         | 7:6           | 14:4          | –              | –              | 6:3            | 13:13          | 9:0 (wo)      | 11:10         |
| Budowlani Łódź   | 9:13             | 9:33             | 8:30          | 6:17          | 7:16          | 12:16         | 15:19          | 0:3            | –              | –              | 32:9          | 23:9          |
| Bałtyk Gdynia    | 0:9 (wo)         | 6:18             | 6:88          | 6:43          | 6:33          | 10:20         | 14:57          | 9:12           | 6:40           | 10:12          | –             | –             |

Tabela końcowa (na czerwono wiersze z drużynami, które spadały do II ligi):
| Pozycja | Drużyna          | Punkty razem | Bilans punktów |
| ------- | ---------------- | ------------ | -------------- |
| 1       | AZS AWF Warszawa | 55           | 551:146        |
| 2       | Lechia Gdańsk    | 49           | 544:190        |
| 3       | Polonia Poznań   | 46           | 257:224        |
| 4       | Skra Warszawa    | 39           | 349:286        |
| 5       | Budowlani Łódź   | 31           | 261:427        |
| 6       | Bałtyk Gdynia    | 18           | 128:819        |

## II liga
Równolegle z rozgrywkami I ligi rywalizowały drużyny w II lidze. Wystąpiło w nich sześć drużyn (nowym zespołem w rozgrywkach był Energomontaż Sochaczew, którego sekcję rugby w ciągu sezonu przejął Orkan Sochaczew). Rozgrywki toczyły się w systemie jesień–wiosna, każdy z każdym, dwukrotnie mecz i rewanż. Dwie najlepsze drużyny miały w kolejnym sezonie awansować do I ligi.
Końcowa klasyfikacja II ligi (na zielono wiersze z drużynami, które awansowały do I ligi):
| Pozycja | Drużyna                  |
| ------- | ------------------------ |
| 1       | Posnania Poznań          |
| 2       | Czarni Bytom             |
| 3       | Orzeł Warszawa           |
| 4       | Ogniwo Sopot             |
| 5       | Mazovia Mińsk Mazowiecki |
| 6       | Orkan Sochaczew          |

## Inne rozgrywki
W rozgrywanych w tym sezonie mistrzostwach Polski juniorów zwycięstwo odniosła drużyna Posnania Poznań.